# Компания Сканпорт

Компания Сканпорт — российская ИТ-компания, разработчик программных продуктов DataMobile. Создает программное обеспечение на базе технологий автоматической идентификации и сбора данных (AIDC). Компания входит в реестр аккредитованных Минцифры ИТ-компаний.

### Программные решения

#### DataMobile
Универсальное решение для управления терминалами сбора данных на базе ОС Android. Входит в Единый реестр российских программ для ЭВМ и БД под № 3644 от 28.06.2017 (на основании Приказа Минкомсвязи России № 326 от 26.06.2017).
DataMobile позволяет отслеживать потоки товара на складах, в магазинах и других организациях.

#### DM.Основные Средства
Для учета и обслуживания основных фондов. ПО включает лицензии DM.Invent (для инвентаризации основных средств) и DM.ТОИР (для автоматизации работы сотрудников сервисного отдела).

#### DM.Прайсчекер
Для идентификации товаров по штрихкодам с помощью прайс-чекера. Выводит данные о продукции (актуальную цену и изображение) на экран информационного киоска.

#### DM.Доставка Pro
Для автоматизации работы службы доставки. Программа предназначена для служб доставки, интернет-магазинов, торговых компаний и позволяет реализовать систему доставки и распределения заказов между курьерами.

#### DM.Мобильная Торговля
Для мобильных сотрудников. Содержит функции программ DM.Торговля и DM.Доставка.

### Награды
«Компания Сканпорт» — победитель в номинации «Мобильные технологии» на выставке Softool. Становилась обладателем награды «Проект года» в рейтинге авторитетной площадки ID Expert.
«Компания Сканпорт» — технологический партнер национальной системы маркировки «Честный ЗНАК».
Компания Сканпорт вошла в Топ-100 крупнейших поставщиков собственных ИТ-решений из реестра отечественного программного обеспечения.